# Liste der Baudenkmale in Messenkamp
In der Liste der Baudenkmale in Messenkamp sind die Baudenkmale der niedersächsischen Gemeinde Messenkamp und ihrer Ortsteile aufgelistet. Die Quelle der Baudenkmale ist der Denkmalatlas Niedersachsen. Der Stand der Liste ist der 24. April 2020.

## Allgemein
In den Spalten befinden sich folgende Informationen:
- Lage: die Adresse des Baudenkmales und die geographischen Koordinaten. Kartenansicht, um Koordinaten zu setzen. In der Kartenansicht sind Baudenkmale ohne Koordinaten mit einem roten Marker dargestellt und können in der Karte gesetzt werden. Baudenkmale ohne Bild sind mit einem blauen Marker gekennzeichnet, Baudenkmale mit Bild mit einem grünen Marker.
- Bezeichnung: Bezeichnung des Baudenkmales
- Beschreibung: die Beschreibung des Baudenkmales. Unter § 3 Abs. 2 NDSchG werden Einzeldenkmale und unter § 3 Abs. 3 NDSchG Gruppen baulicher Anlagen und deren Bestandteile ausgewiesen.
- ID: die Objekt-ID des Baudenkmales
- Bild: ein Bild des Baudenkmales, ggf. zusätzlich mit einem Link zu weiteren Fotos des Baudenkmals im Medienarchiv Wikimedia Commons. Wenn man auf das Kamerasymbol klickt, können Fotos zu Baudenkmalen aus dieser Liste hochgeladen werden:

## Baudenkmale nach Ortsteilen

### Altenhagen II
| Lage                                                     | Bezeichnung              | Beschreibung | ID       | Bild |
| -------------------------------------------------------- | ------------------------ | ------------ | -------- | ---- |
| Im Unterdorf 2, Messenkamp 52° 15′ 43″ N, 9° 23′ 58″ O   | Wohn-/Wirtschaftsgebäude |              | 36244593 |      |
| Zum Hambühre, Messenkamp 52° 15′ 49″ N, 9° 24′ 2″ O      | Kriegerdenkmal           |              | 36244631 |      |
| Zur Kloppenburg 3, Messenkamp 52° 15′ 43″ N, 9° 24′ 2″ O | Schule                   |              | 36244651 |      |

### Messenkamp
| Lage                                                            | Bezeichnung              | Beschreibung      | ID       | Bild           |
| --------------------------------------------------------------- | ------------------------ | ----------------- | -------- | -------------- |
| Dorfstraße, Messenkamp 52° 15′ 34″ N, 9° 22′ 58″ O              | Kriegerdenkmal           |                   | 36244733 |                |
| Dorfstraße 19, Messenkamp 52° 15′ 35″ N, 9° 22′ 52″ O           | Wohn-/Wirtschaftsgebäude |                   | 36244692 |                |
| Messenkamp 52° 15′ 39″ N, 9° 22′ 50″ O                          | Hofanlage Dorfstraße 24  | Baudenkmal-Gruppe | 36216631 |                |
| Dorfstraße 24, Messenkamp 52° 15′ 39″ N, 9° 22′ 48″ O           | Wohnhaus                 |                   | 36244928 |                |
| Dorfstraße 24, Messenkamp 52° 15′ 39″ N, 9° 22′ 49″ O           | Stall                    |                   | 36244949 |                |
| Dorfstraße 24, Messenkamp 52° 15′ 39″ N, 9° 22′ 49″ O           | Scheune                  |                   | 36244907 |                |
| Hülseder Straße, Messenkamp 52° 15′ 31″ N, 9° 22′ 28″ O         | Schwurstein              | Kreuzstein        | 36244753 | Weitere Bilder |
| Hülseder Straße 1, Messenkamp 52° 15′ 33″ N, 9° 22′ 45″ O       | Wohn-/Wirtschaftsgebäude |                   | 36244772 |                |
| Zur St.-Georg-Kapelle, Messenkamp 52° 15′ 34″ N, 9° 22′ 49″ O   | St.-Georgs-Kapelle       | Kapelle (Bauwerk) | 36244791 | Weitere Bilder |
| Zur St.Georg-Kapelle 16, Messenkamp 52° 15′ 33″ N, 9° 22′ 53″ O | Wohn-/Wirtschaftsgebäude |                   | 36244811 |                |